# Сага про Еґіля
«Сага про Еґіля сина Скалла-Ґріма» (ісл. Egils saga Skalla-Grímssonar) — ісландська сага XIII століття, присвячена постаті Еґіля сина Скалла-Ґріма — видатного вікінга, мандрівника і скальда (поета) Х століття. Події саги охоплюють період з 850 до 1000 року і змальовують життя чотирьох поколінь норвезьких та ісландських поселенців. У сазі змальовано історичні події, пов'язані з об'єднанням Норвегії під владою конунга Харальда Гарне Волосся, заселенням Ісландії, війною між англосаксонським королем Етельстаном і правителем Дубліна Олавом Ґудфрідсоном, особливості стародавнього скандинавського самоврядування тощо. Вважається, що сагу було записано у період між 1220 і 1240 роками. Деякі стилістичні подібності між цією сагою і текстами «Кола Земного» дають можливість припустити, що автором «Саги про Еґіля» також був Сноррі Стурлуссон. Типологічно «Сага про Еґіля» належить до так званих «родових саг» або ж «саг про ісландців» (ісл. Íslendingasögur) і є одним з найвідоміших творів цього жанру.

## Зміст
Сага складається з 87 розділів. У перших розділах ідеться про родовід Еґіля, а саме про його діда Квельд-Ульва («Вечірнього Вовка»), про якого казали, що він перевертень, а також про синів Квельд-Ульва — Торольва і Скалла-Ґріма («Лисого Ґріма»). Цей рід був багатим і мешкав у Норвегії у середині IX століття, у самий розпал «доби вікінгів». У сазі подається картина взаємин між родом Квельд-Ульва і конунгом Харальдом Гарне Волосся, від дружби до ворожнечі й помсти. Зрештою Квельд-Ульв і Скалла-Ґрім зі своїми людьми прийняли рішення полишити Норвегію і оселитися в Ісландії.
У розділах 28-30 оповідається про заснування Скалла-Ґрімом хутору Борґ (ісл. «Фортеця») на заході Ісландії та взяття ним землі. Наводяться імена і назви садиб першопоселенців, які з ним прибули.
У розділі 31 ідеться про народження синів Скалла-Ґріма — Торольва і Еґіля. У наступних розділах описано їхні пригоди, вікінгські виправи, у яких брати брали участь, непрості взаємини з нащадками конунуга Харальда Гарне Волосся (зокрема з Ейріком Кривавою Сокирою і його дружиною Ґуннхільд), службу англосаксонському королю Етельстану, битву при Брунабурзі й загибель Торольва, подальшу долю Еґіля: повернення додому, мандри у Норвегію, його шлюб, допомогу друзям і родичам у тяжбах проти ворогів тощо.
Останні розділи присвячені старості Еґіля на хуторі Борґ. Там він змальований напівсліпим і виснаженим дідом, який є тягарем для родичів. Лише дочка Асґерд має до нього теплі почуття.
Завершується сага самогубством Еґіля коло 990 року і короткою оповіддю про його нащадків.

## Образ Еґіля
Еґіль постає як взірцевий персонаж доби вікінгів: сміливий, жадібний, кмітливий, вірний друзям і своєму слову, мстивий, безпощадний до ворогів, а також талановитий поет, що однаково добре вправлявся у різних жанрах поезії скальдів: у вісах (віршах до того чи іншого випадку), драпах (величальних піснях на честь правителів, див. розділи 55 і 60), мансонґах (любовній поезії, див. розділ 56) і нідах (лайливих піснях-прокльонах, див. розділ 57). Разом із тим відзначають конфліктний характер Еґіля, його надзвичайну агресивність, непрості взаємини з батьком і дітьми, а також із сусідами. Надзвичайною є і зовнішність Еґіля — високий зріст, кремезна статура, тілесна міць, раннє облисіння, непривабливі риси обличчя. Можливо, це перший випадок опису хвороби ван Бухема.